# Giuseppe Bicchielli
Giuseppe Bicchielli detto Pino (Napoli, 31 marzo 1967) è un politico italiano.

## Biografia
Nato a Napoli, è cresciuto a Salerno. Dopo la maturità classica, si è laureato in Economia e Commercio all'Università degli Studi di Salerno. Lavora tra Roma e Salerno come dirigente di azienda privata; è anche giornalista pubblicista e consulente di comunicazione e organizzazione aziendale.

## Attività politica
Ha iniziato la propria attività politica nel Partito Socialista Democratico Italiano (PSDI), all'interno del quale è stato segretario dell'organizzazione giovanile "Gioventù Socialista Democratica Italiana", con cui alle elezioni politiche del 1992 viene candidato alla Camera dei deputati, tra le sue liste nella circoscrizione Benevento, ottenendo 33 preferenze e risultando non eletto.
Alle elezioni europee del 1994 si candida al Parlamento europeo, tra le liste del PSDI nella circoscrizione Italia meridionale, totalizzando 531 preferenze ma senza conseguire il seggio da europarlamentare.
Segue poi la confluenza di parte del PSDI nel Centro Cristiano Democratico, dal quale fuoriesce nel 1998 con la scissione guidata da Clemente Mastella, che fonda prima i Cristiano Democratici per la Repubblica, poi l'Unione Democratica per la Repubblica e infine nel 1999 l'UDEUR, di cui diviene responsabile dell'organizzazione.
Alle elezioni politiche del 2006 viene candidato alla Camera dei deputati nella circoscrizione Campania 2 per la lista UDEUR - Popolari, non risultando eletto. 
L'anno successivo, tuttavia, lascia l'UDEUR insieme all'allora presidente della Provincia di Caserta Sandro De Franciscis, ottenendo tra l'altro nel 2013 la somma di 273.565 euro dall'associazione Popolari UDEUR e di conseguenza dal suo legale rappresentante Clemente Mastella a titolo di risarcimento per non essere stato retribuito nel periodo 1998-2007.
Aderisce quindi prima nel 2007 al Partito Democratico e poi nel 2009 ad Alleanza per l'Italia, formazione guidata da Francesco Rutelli.
Nel 2012 segue la confluenza di ApI in Centro Democratico, di cui diviene coordinatore nazionale. Nelle file di CD è candidato alle elezioni politiche del 2013 nelle circoscrizioni Lombardia 2, Campania 1 (dove è il primo dei non eletti) e Campania 2, senza ottenere il seggio.
Nel 2015 aderisce a Italia Unica, formazione politica fondata dall'ex ministro dello Sviluppo Economico e delle Infrastrutture e dei Trasporti del governo Monti Corrado Passera, diventandone referente regionale. Il partito, tuttavia, cessa le proprie attività nel settembre del 2016.
Nel 2016 Bicchielli aderisce dunque a Identità e Azione, partito fondato da Gaetano Quagliariello e collocato nella coalizione di centrodestra in vista della tornata elettorale del 2018.
Alle elezioni politiche del 2018 è candidato al Senato della Repubblica nel collegio plurinominale Campania - 01 nelle liste di Noi con l'Italia - UDC, non risultando eletto, in quanto la formazione non supera lo sbarramento del 3%.
In seguito, Identità e Azione si federa nel 2019 prima con Forza Italia, poi con Cambiamo!, che nel 2022 si trasforma in Italia al Centro.
Alle elezioni politiche anticipate del 2022 viene ricandidato alla Camera nel collegio uninominale Campania 2 - 06 (Salerno), sostenuto dalla coalizione di centro-destra in quota Noi Moderati, venendo eletto deputato con il 36,25% dei voti e superando i candidati del centro-sinistra, in quota Partito Democratico, Fulvio Bonavitacola (26,43%) e del Movimento 5 Stelle Giuseppe Benevento (24,75%). Diventa vicepresidente del gruppo parlamentare di Noi moderati e poi anche coordinatore del nuovo partito in Campania e responsabile nazionale enti locali.